# Юффа, Александр Яковлевич
Александр Яковлевич Юффа (род. 2 сентября 1951, Житомир) — советский, российский химик, доктор химических наук (1987), профессор (1988), Заслуженный деятель науки Российской Федерации (2001).

## Биография
В 1968 г. с золотой медалью окончил школу, в 1973 г. — химический факультет Московского государственного университета имени М. В. Ломоносова по специальности «химик-исследователь», в 1976 г. — аспирантуру там же. С 1976 г. — в Тюменском государственном университете: старший преподаватель (с 1979 г.), доцент, декан химического факультета (с 1980 г.), заведующий кафедрой органической и биологической химии (с 1980 г.). В 1991 году работал по линии АН СССР в Лэйкхедском университете (Канада). В 1993 г. создал и возглавил химико-экологическую лабораторию в Институте проблем освоения Севера СО РАН. С 1996 г. — профессор-консультант кафедры органической и экологической химии.
В 2014 г. об А.Я. Юффе вышла книга - «Александр Юффа. Жить принципами» автора В. Сутырина. Книга написана в документально-мемуарном жанре и живым языком повествует о жизненном пути главного героя, этапах его становления как личности, как ученого, как бизнесмена.

### Семья
Отец — участник Великой Отечественной войны, инженер-архитектор Яков Фроимович Юффа (1923—2013).
Жена — Елена Петровна Юффа.  Отец четверых детей. Сын — шахматист Даниил Юффа.

## Научная деятельность
В 1976 году защитил кандидатскую диссертацию «Синтез и исследование гетерогенных никель-комплексных катализаторов для превращения углеводородов» (научные руководители — Евгения Александровна Викторова, Георгий Васильевич Лисичкин); в 1987 году — докторскую диссертацию «Гетерогенные катализаторы на основе активированного кремнезёма — новый класс каталитических систем» (научный консультант Г. В. Лисичкин). Действительный член Академии экономики, финансов, права и Нью-Йоркской академии наук.
В 1990 году баллотировался в член-корреспонденты АН СССР.
С 1992 года был председателем Ученого совета по защите диссертаций по специальности «Нефтехимия».
С 1980 года по настоящее время является членом Учёного Совета ТюмГУ.
Основная область исследований — нанотехнологии в каталитической химии (гетерогенный и мицеллярный металлокомплексный катализ), химия поверхности. Создал новое научное направление — мицеллярный металлокомплексный катализ.
Подготовил двух докторов и десять кандидатов наук; три его ученика стали лауреатами премии Ленинского комсомола в области науки и техники. Автор более 170 научных работ, в том числе 4 монографий, а также 14 авторских свидетельств на изобретения и 2 патентов. Сделал более 40 докладов на Международных и Всесоюзных конференциях.
В настоящее время является членом редколлегии Российского химического журнала Всероссийского химического общества им. Д. И. Менделеева

### Избранные труды
- Паничев С.А., Юффа А.Я., ред.Закгейм А.Ю. Химия. Основные понятия и термины: учебное пособие для педагогических вузов по специальности 032300 "Химия". — Химия, 2000. — 539 с.
- Лисичкин Г. В., Юффа А. Я. Гетерогенные металлокомплексные катализаторы. — М.: Химия, 1981. — 160 с. — 2500 экз.
- Лисичкин Г. В., Юффа А. Я. Гидриды переходных металлов в катализе. — М.: Знание, 1978. — 64 с. — (Новое в жизни, науке, технике. Серия «Химия» ; № 12). — 43 630 экз.
- Юффа А. Я. Гетерогенные катализаторы на основе активированного кремнезема — новый класс каталитических систем. Формирование. Строение. Активность : Автореф. дис. … д-ра хим. наук. — М., 1986. — 46 с.
- Юффа А. Я. Металлокомплексный катализ : Учеб. пособие по химии для студентов спец. 2018 «Химия». — Тюмень: ТГУ, 1982. — 109 с. — 300 экз.
- Юффа А. Я., Паничев С. А. Проблемы и перспективы высшего химического образования // Рос. хим. журн. (Журн. Рос. хим. о-ва им. Д. И. Менделеева). — 2003. — Т. 47, № 2. — С. 93—99.
- Лисичкин Г.В., Сердан А.А., Кудрявцев Г.В., Староверов С.М., Юффа А.Я. Модифицированные кремнеземы в сорбции, катализе и хроматографии. Под ред Г.В.Лисичкина. — Химия,Москва, 1986. — 248 с.
- Yuffa A.Ya., Panichev S.A. Heterogeneous Metal Complex Catalysis. In "Handbook of Heat and Mass Transfer". Galf Publ. Co., Houston, USA. — 1990. — Т. 4. — С. 373—446.

## Предпринимательская деятельность
В 1992 г. создал и возглавил Концерн «НИККА», предприятия которого работают в нефтяной промышленности, сельском хозяйстве, медицине, фармацевтике, занимаются недвижимостью, финансовым аудитом, интернет-коммуникациями, туризмом, средствами массовой информации. В 2002 г. основан Именной фонд Концерна «НИККА», на средства которого реализуются социальные проекты.
Является генеральным директором концерна «НИККА». Председатель совета директоров ОАО «Опытный завод „Электрон“», ОАО Тюменьэнергострой.

## Общественная деятельность
В 1989 г. основал «Профессорскую ассоциацию г. Тюмени». На протяжении длительного времени руководил Тюменским региональным отделением «Опоры России», был президентом Профессорской ассоциации, членом Исполкома совета Гражданского форума Тюменской области, членом Совета при Губернаторе по развитию малого и среднего предпринимательства в Тюменской области, членом конкурсной комиссии Тюменского областного конкурса «Учитель года-2012». Принимал активное участие в различных общественных мероприятиях: участие в заседании Королевского географического общества Великобритании, на котором был заслушан отчёт о международном благотворительном мотопробеге «Ралли Белые Ночи-2005», выступал с докладом «Бизнес — ориентированное нормотворчество» на Всероссийской научно-практической конференции в 2008 году, был участником встречи по созданию Комитета по государственно-частному партнерству при Торгово-промышленной палате Тюменской области в 2012 году.
В настоящее время — председатель попечительского совета Тюменского регионального отделения Общероссийского общественного фонда «Российский детский фонд», член Попечительского совета Благотворительного Фонда развития города Тюмени (фонд удостоил А. Я. Юффу звания «Благотворитель 2003 года»), член президиума, вице-президент Попечительского совета Тюменского университета.
Создатель и научный руководитель "Школы одаренных" Тюменского государственного Университета. Председатель попечительского Совета еврейской общины г. Тюмени, вице-президент Шахматной федерации Тюменской области.

## Награды
- Нагрудный знак «Изобретатель СССР»
- Заслуженный деятель науки Российской Федерации (2001)[14] — за заслуги в научной деятельности
- Почётные грамоты Тюменской областной Думы[15] — за многолетний добросовестный труд, значительный вклад в развитие науки, в дело подготовки высококвалифицированных специалистов для Тюменской области и в связи с 55-летием со дня рождения
- Почетная грамота Департамента образования и науки Тюменской области — за многолетний, добросовестный и творческий труд по подготовке высококвалифицированных специалистов для Тюменского региона и в связи с 75-летием Тюменского государственного университета (приказ № 248-к от 12.07.2005 г.)
- Благодарственное письмо главы города Тюмени
- Благодарственное письмо главы администрации Заводоуковского района Тюменской области.
- Золотая медаль Тюменского Государственного Университета (ТюмГУ) «За выдающиеся успехи» (решение Ученого Совета ТюмГУ от 30.08.2001 г., протокол № 7) — за большой вклад в развитие Университета и в связи с 50-летием.
- Награждён медалью Петра Великого «За трудовую доблесть»[16].